# Melchior Cibinensis

Portretul lui Melchior Cibinensis. Mic fragment din pagina de titlu a volumului „Gloria mundi” tipărit în 1625 (unul din cele 12 portrete ce înconjoară textul).

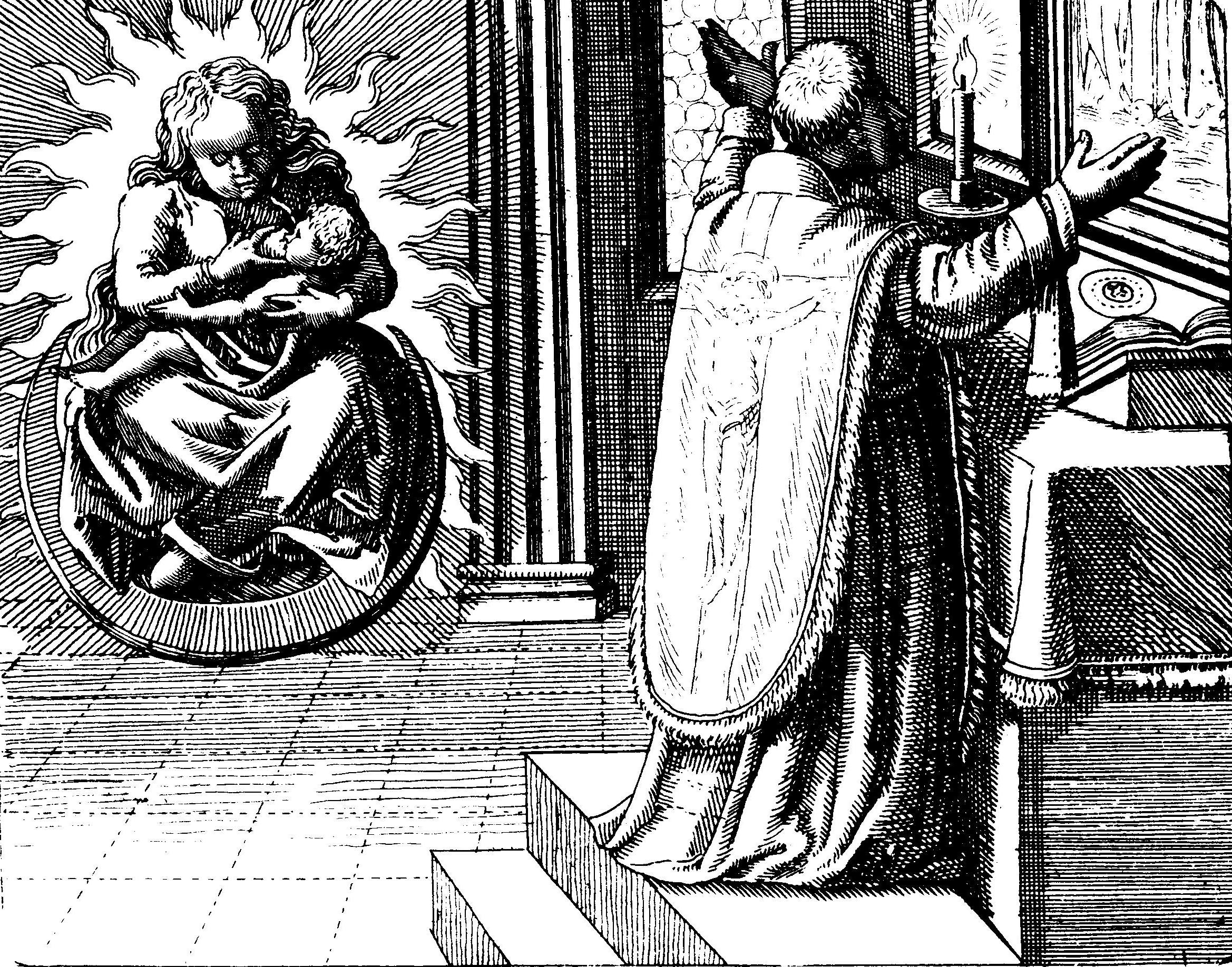
Alchimistul Melchior Cibinensis reprezentat într-o gravură din cartea Symbola Aureae Mensae duodecim nationum (1617) de Michael Maier

Melchior Cibinensis zis și Szebeni (Sibianul) sau Nicolaus Melchior Cibiniensis Ungarus a fost un alchimist din Transilvania activ în secolulul al XVI-lea.
El a fost astrologul Curții din Buda între 1492-1526. După dezastrul de la Mohács (1526), el s-a refugiat la Viena unde a și murit, în 1531, decapitat din ordinul fostului său protector, împăratul Ferdinand I.
În 1612 marele hermetist Michael Maier, medicul personal al împăratului Rudolf al II-lea al Sfântului Imperiu Roman, l-a înscris pe alchimistul Melchior Cibinensis (Sibianul) în lista celor mai mari filosofi ai tuturor timpurilor. Maier a fost influențat de Cibinensis să facă din alchimie o religie.
În secolul al XVII-lea, sub influența rozicrucianismului, chipul capelanului Melchior a apărut în galeria alchimiștilor iluștri, alături de Hermes, Albert cel Mare, Avicenna, Raymundus Lullus și Roger Bacon, iar textul sibianului a devenit în mediile alchimice europene un adevărat „compendiu de chimie transcedentală”, citat și retipărit adeseori.

## Dispute privind identitatea
Identitatea și naționalitatea sa sunt disputate. A fost identificat de către Carl Gustav Jung cu capelanul Nicolas Melchior Szebeni, care a fost astrolog la curtea lui Ladislau al II-lea. Studii recente sugerează că Melchior ar fi fost un pseudonim al lui Nicolaus Olahus.
Primul care a afirmat că Melchior Cibinesis este Nicolaus Olahus a fost Stephanus Wesprémy (1723-1799) în lucrarea sa Succinta Medicorum Hungariae et Transilvaniae Biographia.

## Opera
- Processus Sub Forma Missae a Nicolao Melchiori Cibinensi Transiluano, ad Ladislaum Ungariae et Bohemiae Regem olim missum[1], 1525 Textul este considerat a fi o rețetă de obținerea pietrei filozofale, criptată sub forma unei mise. În text nu se pune accentul pe faptul că alchimia este un dar al lui Dumnezeu, ci pe procesul însuși, descris termeni foarte vagi. În lucrare apare și motivul trinității reprezentată de corpurile cerești Lună, Marte și Mercur. Apare și simbolismul culorilor, în care întunericul (negru) reprezintă mortificarea materiei înainte de renașterea acesteia.[9]